# Hugo Decker (Fußballspieler)
Hugo Decker (Lebensdaten unbekannt) ist ein ehemaliger deutscher Fußballspieler.

## Karriere
Decker gehörte dem FV Saarbrücken als Abwehrspieler an, mit dem er an der Endrunde um die Deutsche Meisterschaft 1942/43 teilnahm. Er wurde am 13. Juni 1943 im Halbfinale der Endrunde um die Deutsche Meisterschaft beim 2:1-Sieg über den First Vienna FC in Stuttgart eingesetzt, wie auch am 27. Juni 1943 in dem im Berliner Olympiastadion ausgetragenen Finale, das mit 0:3 gegen den Dresdner SC verloren wurde.

## Erfolge
- Zweiter der Deutschen Meisterschaft 1943
- Gaumeister Westmark 1943